# Mürüvvet Sim
Mürüvvet Sim Caymaz (* 23. April 1923 in Tekirdağ; † 29. Juli 1983 in Istanbul) war eine türkische Schauspielerin.

## Leben und Karriere
Sim wurde am 23. April 1929 in Tekirdağ geboren. Später zog sie mit ihrer Familie nach Istanbul. Bereits im Alter von 16 Jahren begann sie ihre Theaterkarriere in der Raşit-Rıza-Theatergruppe. Später spielte sie in Stücken wie Ses, Karaca und Şen Ses mit.
Ihr Debüt gab sie 1950 in dem Film Onu Affettim. In den folgenden drei Jahrzehnten wirkte sie in über 280 Filmen mit, sowohl in Haupt- als auch in Nebenrollen. Zu ihren bekanntesten Filmen zählen Neşeli Günler, Tophaneli Ahmet: Bir Aşk Hikayesi und Çöpçüler Kralı.
Am 29. Juli 1983 starb im Alter von 54 Jahren in Istanbul. Ursprünglich wurde sie auf dem Zincirlikuyu-Friedhof beigesetzt. 2015 wurde ihre Ruhestätte auf den Şeyhli-Friedhof in Pendik verlegt.

## Privates
Sim war mit dem Schauspieler Timuçin Caymaz verheiratet. Das Paar hatte zwei Kinder.

## Filmografie (Auswahl)
- 1950: Onu Affettim
- 1952: İki Süngü Arasında
- 1965: Kart Horoz
- 1967: Cici Gelin
- 1971: Cımbız Ali / Yırtık Niyazi
- 1972: Yumurcak Küçük Şahit
- 1975: Şöhret Budalası
- 1979: Canikom
- 1979: Koca Aranıyor
- 1979: Şıllık
- 1980: Gol Kralı
- 1980: Renkli Dünya
- 1980: Senin Olmaya Geldim